# 池炳学
池炳学（1917年5月24日—1977年2月28日），朝鮮人民军軍官。

## 經歷
参加东北抗日联军。在日满軍警的打击下于1941年撤入苏联境内。在苏联远东方面军独立第88步兵旅时期多次潜入中国东北与北朝鲜执行战斗侦擦。。
抗战胜利后，随姜健回到延边，1945年12月任琿春警備大隊副司令、琿春県警備隊大隊長、延边警备第5团团長、1948年1月东北民主联军吉林軍区吉東軍分区独立第3团副团長兼参谋长、东北军区独立第6师16团副团长、中国人民解放军第四野战军第156師第466团副团長、中国人民解放军独立第15師参謀長。
1950年4月，独立第15師回归北朝鮮，改编为朝鲜人民军第7师（后改称第12师）、任師参謀長。
1951年任朝鲜人民军第3军（軍長：柳京洙）第45師師長（少将）。
1957年9月任第2军軍長（中将）。1960年任第2军軍長（驻金刚山部队，上将）。
1961年9月朝鲜劳动党第四届中央委員会委員。
1962年10月当选最高人民会議第3期代議員、金日成軍事綜合大學校长。
1967年任人民武力省副相。
1970年11月当选朝鲜劳动党第五届中央委員会委員。
1976年卷入金東奎事件。1977年病逝。。

## 出處
1. ↑  金賛汀. . : 263.
2. ↑  和田 1992，第346頁.
3. ↑  . 吉林新聞. 2011-10-26  [2018-08-22]. （原始内容存档于2018-09-25） （韩语）.
4. ↑  . 吉林新聞. 2013-03-18  [2018-08-22]. （原始内容存档于2018-09-25） （韩语）.
5. ↑  吉在俊,李尚典. . : 41.
6. ↑   (PDF). 韓国国防部軍事編纂研究所: 466.   [2018-08-22]. （原始内容存档 (PDF)于2018-07-29）.
7. ↑  和田 1992，第372頁.
8. ↑  和田 1992，第377頁.
9. ↑  . 中央日報. 1993-05-06  [2018-08-22] （韩语）.